# Gohitafla
Gohitafla  è una città, sottoprefettura e comune della Costa d'Avorio, prefettura del dipartimento di Gohitafla. Conta una popolazione di 35 440 abitanti (censimento 2014).